# كافيتا سيث
كافيتا سيث (بالهندية: कविता सेठ؛ بالإنجليزية: Kavita Seth) هي مغنية هندية، ولدت في 14 سبتمبر 1970 في بريلي في الهند.

## وصلات خارجية
- الموقع الرسمي
- كافيتا سيث على موقع IMDb (الإنجليزية)
- كافيتا سيث على موقع قاعدة بيانات الفيلم (الإنجليزية)